# Jacqueline Hahn
Jacqueline Hahn (* 21. Juli 1991) ist eine ehemalige österreichische Radrennfahrerin.

## Sportliche Laufbahn
2008 errang Jacqueline Hahn bei den Junioren-Europameisterschaften im Einzelzeitfahren die Silbermedaille. Sie durchlief alle österreichischen Nationalmannschaften und zeigte sich national wie auch international durch sehr gute Ergebnisse, so dass sie als eine große Nachwuchshoffnung für den österreichischen Frauenradsport gehandelt wurde. Nach ihrer Zeit beim Team Tyrol-Radland Tirol erhielt sie im Jahr 2010 einen Vertrag beim Team Hitec Products UCK.
2014 wurde Jacqueline Hahn österreichische Staatsmeisterin im Straßenrennen. 2016 beendete sie ihre sportliche Karriere.

## Erfolge
2008
- Junioren-Europameisterschaft – Zeitfahren

2009
- Österreichische U23-Meisterin – Straßenrennen

2014
- Österreichische Staatsmeisterin – Straßenrennen